# A Modern Way of Living with the Truth
A Modern Way of Living with the Truth è il quarto album pubblicato dagli Exies pubblicato il 2007 dalla Eleven Seven Music.

## Tracce
1. Leaving Song – 1:52
2. Lay Your Money Down – 3:24
3. A Fear of Being Alone – 3:57
4. Different than You – 3:59
5. This Is the Sound – 4:03
6. Stray – 3:36
7. Dose – 3:49
8. Better Now – 3:51
9. My Ordinary World – 4:02
10. Those Are the Days – 3:46
11. A Modern Way of Living with the Truth – 3:40
12. Once in a Lifetime – 3:40 – (Cover dei Talking Heads)
13. Spectator at the Revolution – 1:17

## Ripubblicazione e versione iTunes
Pubblicata nel 2008, la versione iTunes dell'album contiene cinque bonus tracks: il singolo 'God We Look Good (Going Down in Flames)' e le versioni acustiche di 'My Goddess', 'Ugly', 'Genius', and 'Tired of You'.